# Eschweilera roraimensis
Eschweilera roraimensis é uma espécie de lenhosa da família Lecythidaceae.
Pode ser encontrada nos seguintes países: Brasil (em Roraima) e Venezuela.
Árvore do dossel florestal, só é encontrada entre 700 e 1 500 m de altitude.
Está ameaçada por perda de habitat.